# Mehmet Moğultay
 (signalé en mai 2025).
Si vous disposez d'ouvrages ou d'articles de référence ou si vous connaissez des sites web de qualité traitant du thème abordé ici, merci de compléter l'article en donnant les références utiles à sa vérifiabilité et en les liant à la section « Notes et références ».
- Archive Wikiwix
- Bing
- Cairn
- DuckDuckGo
- E. Universalis
- Gallica
- Google
- G. Books
- G. News
- G. Scholar
- Persée
- Qwant
- (zh) Baidu
- (ru) Yandex
- (wd) trouver des œuvres sur Wikidata

Mehmet Moğultay né en 1945 à Tunceli et mort le 4 juillet 2017 aux États-Unis, est un homme politique turc.
Diplômé de la faculté de droit de l'Université d'Ankara. Avocat de profession entre 1969-1987. Membre du parti populaire social-démocrate (SHP) et ensuite, dès la réunification de SHP avec le parti républicain du peuple (CHP), il rejoint le CHP en 1995. Député d'Istanbul entre 1987-1999. Ministre du travail et de la sécurité sociale (1991-1994) et ministre de la justice (1994-1995), vice-président de la Grande assemblée nationale de Turquie (1995), président de la commission des comptes de la Grande assemblée nationale de Turquie (1997-1999).